# Tomisaburō Wakayama
Tomisaburō Wakayama (jap. 若山 富三郎 Wakayama Tomisaburō; ur. 1 września 1929 w Tokio, zm. 2 kwietnia 1992 w Kioto) – japoński aktor znany przede wszystkim z roli rōnina Ittō Ogami z serii filmów Samotny wilk i szczenię.

## Biografia
Tomisaburō Wakayama urodził się 1 września 1929 w Tokio jako Masaru Okumura (jap. 奥村 勝 Okumura Masaru). Syn Minoru Okumury (jap. 奥村 実 Okumura Minoru), aktora kabuki, mistrza tradycyjnej japońskiej pieśni nagauta, którą wykonywał przy akompaniamencie shamisenu. Starszy brat aktora Shintarō Katsu (jap. 勝 新太郎 Katsu Shintarō), znanego z roli Zatōichiego w filmach i serialu telewizyjnym z lat 60. i 70.
Jako młodzieniec wraz z bratem poszli śladami ojca i występowali w teatrze. W wieku 13 lat Tomisaburō rozpoczął naukę judo. Osiągając mistrzowski stopień 4 dan (czarny pas) był bliski całkowitego zrezygnowania z teatru. Kiedy wraz z ojcem i starszym bratem dołączył do trasy koncertowej grupy Azuma Kabuki Musicians po Ameryce, artystów grających na shamisenach przydzielono do najtańszej klasy statku, podczas gdy wszyscy aktorzy otrzymali kabiny pierwszej klasy. Sfrustrowany społecznością aktorów kabuki, po powrocie do Japonii Tomisaburō porzucił rodzinną tradycję związaną z teatrem. Bycie dżudoką jednak nie było mu pisane; otrzymywał bowiem lukratywne propozycje filmowe od studiów w Japonii. Początkowo stawiał im opór, i jak przyznał korespondentowi magazynu Fighting Stars: „nie podobała mi się społeczność kabuki i nie sądziłem że spodoba mi się świat filmu. Stawiłem wobec (wytwórni) Shintōhō niemożliwe żądania, mając nadzieję, że mi odmówią. Kiedy przełknęli wszystkie moje warunki, nie było innego wyjścia, jak rozpocząć karierę w filmie”.
Tomisaburō podpisał kontrakt z wytwórnią Shintōhō. Przygotowując się do roli w filmach z gatunku jidai-geki, rozpoczął rygorystyczne treningi sztuk walki, w tym iaidō, kendo, bōjutsu (z których wszystkie można zobaczyć w jego wykonaniu w późniejszych rolach) oraz Shōrinji Kenpō. Dla Shintōhō pracował siedem lat. Dzięki zdobytemu doświadczeniu podpisał kontrakt z wytwórnią Toei. Sławę przyniosła mu rola rōnina Ittō Ogami w serii filmów z lat 70. Samotny wilk i szczenię. Poza filmami japońskimi wystąpił również w produkcjach amerykańskich: jako trener baseballu w The Bad News Bears Go to Japan (1978) i boss yakuzy w Czarnym deszczu (1989).
Był żonaty z aktorką Reiko Fujiwarą (jap. 藤原礼子 Fujiwara Reiko). Mieli syna Kiichirō Wakayamę (jap. 若山騎一郎 Wakayama Kiichirō, ur. 30 listopada 1963), również aktora.
Tomisaburō Wakayama zmarł w szpitalu w Kioto 2 kwietnia 1992 z powodu ostrej niewydolności serca. Miał 62 lata.